# Looking For Original Soundtrack
『Looking For Original Soundtrack』は、映画「Looking For」のオリジナルサウンドトラック。1998年3月13日、KONAMIより発売。

## 解説
- 國府田マリ子が主演した映画「Looking For」のサントラ盤。作品タイトルと同名の主題歌のアレンジ曲やヴォーカル曲も収録されている。

## 収録曲
1. 夜明けの鼓動
アーティスト：國府田マリ子
作詞：國府田マリ子、作曲・編曲：西脇辰弥
2. Continuity
演奏者：サントラ
作曲・編曲：西脇辰弥
3. Running Down The Stairs
演奏者：サントラ
作曲・編曲：西脇辰弥
4. ムサ君の逆襲
演奏者：サントラ
作曲：井上うに・編曲：西脇辰弥
5. Pushing A Sidecar
演奏者：サントラ
作曲・編曲：西脇辰弥
6. Old Cradle Song
演奏者：サントラ
作曲・編曲：西脇辰弥
7. The Introduction
演奏者：サントラ
作曲・編曲：西脇辰弥
8. Homeward
演奏者：サントラ
作曲・編曲：西脇辰弥
9. In The Hospital
演奏者：サントラ
作曲・編曲：西脇辰弥
10. 6-8th Time #1
演奏者：サントラ
作曲・編曲：西脇辰弥
11. Looking For -Instrumental Version #1-
演奏者：サントラ
作曲：ながつきまろん、編曲：西脇辰弥
12. 6-8th Time #2
演奏者：サントラ
作曲・編曲：西脇辰弥
13. Looking For -Instrumental Version #2-
演奏者：サントラ
作曲：ながつきまろん、編曲：西脇辰弥
14. 6-8th Time #3
演奏者：サントラ
作曲・編曲：西脇辰弥
15. Do Not Leave Me
演奏者：サントラ
作曲・編曲：西脇辰弥
16. 大空の彼方へ -Album Version-
アーティスト：國府田マリ子
作詞：國府田マリ子、作曲・編曲：西脇辰弥
17. Alkalin Spout
演奏者：サントラ
作曲・編曲：西脇辰弥
18. Down The Stairs
演奏者：サントラ
作曲・編曲：西脇辰弥
19. Looking For -Movie Version-
アーティスト：國府田マリ子
作詞：國府田マリ子、作曲：ながつきまろん、編曲：西脇辰弥